# Nachtfalter (Kurzfilm)
Nachtfalter ist ein belgischer animierter Kurzfilm von Paul Delvaux und Raoul Servais aus dem Jahr 1997.

## Handlung
Ein Nachtfalter fliegt kurz nach Mitternacht zu einem hellen Leuchter in eine Bahnhofswartehalle. Hier fliegt er an den Taktstock eines Spielzeugdirigenten und setzt so die Mechanikorgel in Gang. In der Wartehalle sitzen zwei regungslose Frauen mit entblößten Brüsten, die beweglich werden, als der Falter sich auf der Brustwarze einer Dame niederlässt. Beide Damen stehen auf und verdoppeln sich beim Blick in einen Spiegel. Die nun vier Frauen beginnen zur Musik der Mechanikorgel zu tanzen. Der Falter fliegt weiter und setzt unter anderem einen Zug in Gang. Kurz darauf wird er von einem Mann mit dessen Hut gefangen.
Der Mann betritt das Zimmer, wo die Musik inzwischen gestoppt hat und die Frauen wieder auf ihren Plätzen sitzen. Er ist erstaunt, zeigt eine der beiden Frauen doch unter ihrem Kleid einen Schuh, während die andere einen Fächer in der Hand hält. Der Falter entwischt aus dem Hut des Mannes und der Mann fängt ihn wie ein Frosch mit seiner Zunge ein und spießt ihn auf, ist er doch ein Schmetterlingssammler. Beim Aufspießen des Falters fällt dem Dirigenten der Dirigentenstab aus der Hand und die beiden Frauen kehren wieder in ihre anfängliche Sitzposition zurück. Die Kamera verlässt die Szenerie und es stellt sich heraus, dass alles in einem Gemälde an einer Wand stattfand, das das Haus hinter einem Platz bei Nacht zeigt. Die Widmung „P. Delvaux 1897–1994“ wird eingeblendet.

## Produktion
Nachtfalter ist eine Hommage an den surrealistischen belgischen Maler Paul Delvaux, dessen Gemälde Petite place de gare aus dem Jahr 1963 im Film zum Leben erwacht. Weitere Gemälde, die den Film beeinflusst haben, waren Trains de Nuit und Train du soir. Der Film ist Delvaux gewidmet.
Servais animierte den Film mit einem Verfahren, das er selbst „Servaisgraphie“ nennt. Dabei werden reale Schauspielszenen mit Animation verdeckt. Es ist der einzige Film Servais’, der vollständig als aufwändige Servaisgraphie realisiert wurde.

## Auszeichnungen
Nachtfalter gewann 1998 den Cristal d’Annecy des Festival d’Animation Annecy sowie den FIPRESCI-Preis des Festivals. Zudem wurde er ebenfalls 1998 auf dem Art Film Festival mit dem IGRIC Award ausgezeichnet.